# Cherub Campus
CHERUB Campus är en spionbokserie skriven av författaren Robert Muchamore.

## Böcker i Cherubserien
(engelsk originaltitel inom parentes)
1. Rekryten (The Recruit) 2004
2. Uppdraget (Class A) 2004
3. Fritagningen (Maximum Security) 2005
4. Fritt Fall (The Killing) 2005
5. Överlevarna (Divine Madness) 2006
6. Aktivisterna (Man vs Beast) 2006
7. Misstänkt (The Fall) 2007
8. Gängkriget (Mad Dogs) 2007
9. Sömngångaren (Sleepwalker) 2008
10. Generalen (The General) 2008
11. (Brigands M.C) 2009 - ingen svensk titel
12. (Shadow Wave) 2010 - ingen svensk titel
13. (Dark sun) 2008, minibok utanför serien - ingen svensk titel

## Böcker i andra Cherubserien
(engelsk originaltitel inom parentes)
1. (People's Republic) 2011 - ingen svensk titel
2. (Guardian Angel) 2012 - ingen svensk titel
3. (Black Friday) 2013 - ingen svensk titel
4. (Lone Wolf) 2014 - ingen svensk titel
5. (New Guard) 2016 - ingen svensk titel